# Касас (Техас)
Касас (англ. Casas) — переписна місцевість (CDP) в США, в окрузі Старр штату Техас. Населення — 29 осіб (2020).

## Географія
Касас розташований за координатами 26°28′31″ пн. ш. 98°56′0″ зх. д. / 26.47528° пн. ш. 98.93333° зх. д. (26.475341, -98.933253).  За даними Бюро перепису населення США в 2010 році переписна місцевість мала площу 0,02 км², уся площа — суходіл.

## Демографія
Згідно з переписом 2010 року, у переписній місцевості мешкало 39 осіб у 9 домогосподарствах у складі 9 родин. Густота населення становила 1677 осіб/км².  Було 15 помешкань (645/км²).
Расовий склад населення:
| - 92,3 % — білих - 7,7 % — осіб інших рас |

До двох чи більше рас належало 0,0 %. Частка іспаномовних становила 100,0 % від усіх жителів.
За віковим діапазоном населення розподілялося таким чином: 33,3 % — особи молодші 18 років, 59,0 % — особи у віці 18—64 років, 7,7 % — особи у віці 65 років та старші. Медіана віку мешканця становила 22,5 року. На 100 осіб жіночої статі у переписній місцевості припадало 69,6 чоловіків;  на 100 жінок у віці від 18 років та старших — 85,7 чоловіків також старших 18 років.
Цивільне працевлаштоване населення становило 42 особи. Основні галузі зайнятості: публічна адміністрація — 35,7 %, роздрібна торгівля — 28,6 %, освіта, охорона здоров'я та соціальна допомога — 19,0 %, будівництво — 16,7 %.